# كوليج دو فرانس
كلية فرنسا (بالفرنسية: Collège de France)‏ هي مؤسسة فرنسية تختص بالبحث العلمي والتعليم العالي مقرها في المنطقة الخامسة بالحي اللاتيني بباريس، وتهتم كلية فرنسا في الأساس بالبحث العلمي، ولكنها أيضاً تقوم بالتدريس ولكن على مستوى الباحثين وطلبة الدراسات العليا.

## التاريخ
أنشئت الكلية سنة 1530 بمرسوم من الملك فرانسوا الأول ملك فرنسا لتكون على غرار الكوليجيوم تريلينج (الكلية ذات اللغات الثلاث) (باللاتينية: Collegium Trilingue) في لوفان ببلجيكا. وكان الهدف الأساسي من إنشاء هذه الكلية تشجيع دراسة علوم معينة كاللغة العبرية واللغة العربية واللغة الإغريقية والرياضيات. سميت الكلية في البداية بالكلية الملكية (بالفرنسية: Collège Royal)‏ ثم كلية اللغات الثلاث (بالفرنسية: Collège des Trois Langues، وباللاتينية: Collegium Trilingue) ثم الكلية الوطنية (بالفرنسية: Collège National)‏، ثم الكلية الإمبراطورية (بالفرنسية: Collège Impérial)‏، ولم تتخذ اسم الكوليج دو فرانس (كلية فرنسا) إلا سنة 1870.

## الشعار
شعار الكلية «نعلِّم كل شيء» (باللاتينية: Docet Omnia)، ومن الفريد في الكوليج دو فرانس أن حضور محاضرات الأساتذة مفتوح للجميع بالمجان، مع أن بعض الدراسات عالية المستوى لا تتاح للجمهور. ويجري اختيار أساتذة الكلية من بين الأفضل في مجالاتهم العلمية والإنسانية. ولا تمنح الكوليج دو فرانس درجات علمية، غير أنها تضم معامل بحثية عالية المستوى ومكتبة تعد من أفضل المكتبات البحثية في أوروبا، كما تحتوي على كتب نادرة في مجالات متنوعة.